# Stenula modosa
Stenula modosa är en kräftdjursart som beskrevs av J. L. Barnard 1962. Stenula modosa ingår i släktet Stenula och familjen Stenothoidae. Inga underarter finns listade i Catalogue of Life.